# Gertrude Seinin
Gertrude Seinin est une chanteuse martiniquaise née à Fort-de-France. 
Sur ces premiers albums, Gertrude Seinin collabore avec Fernand Donatien et chante la musique traditionnelle martiniquaise. Si tellement et Mazouk Grand Moun sont deux titres phares. Elle a également chanté deux hommages à des femmes célèbres : Léona Gabriel et Nana Mouskouri.
Elle reçoit les Maracas d'Or SACEM en 1982 des mains de Rhoda Scott pour la valorisation de la musique traditionnelle martiniquaise.
À l'image des américains avec le gospel, Gertrude Seinin introduit un style musical né de la fusion entre la musique sacrée et la musique traditionnelle antillaise, appelé "Creoles Spirituals". Sur l'album "Creoles Spirituals vol.2", 5 titres sont réalisés en Martinique et 5 titres à New-York.
En 2002, Gertrude Seinin chante la biguine sur la scène nationale de l'Olympia avec le grand orchestre "Mahogany" sous la direction musicale de Manuel Cesaire, le ballet "Tche Kreyol", et un invité d'honneur : le guitariste japonais Ichiro Suzuki.
En octobre 2003 à la Cigale, c'est un hommage caribéen qui est rendu à Édith Piaf, en collaboration avec Mario Canonge et Andy Narell.
En 2006, Gertrude Seinin a été sollicitée en tant qu'ambassadrice de bonne volonté dans le cadre du festival mondial des Arts nègres (Fesman) qui a lieu au Sénégal fin 2010.

## Discographie
- 1981 : Gertrude Seinin chante Fernand Donatien Vol.1     Valses Créoles, Biguine et Mazurkas composées par Fernand Donatien
- 1982 : Gertrude Seinin chante Fernand Donatien Vol.2     Valses Créoles, Biguine et Mazurkas composées par Fernand Donatien
- 1984 : Traditions et Horizons     Valses Créoles, Biguine et Mazurkas
- 1985 : Album Bleu     Valses Créoles, Biguine et Mazurkas
- 1989 : An Ti Moman Selman     Musique Traditionnelle Antillaise
- 1996 : "Si tellement" votre...     Compilation des 5 premiers albums vinyles (Valses Créoles, Biguines et Mazurkas)
- 1996 : Creoles Spirituals vol.1     Musique spirituelle créole
- 1997 : Creoles Spirituals vol.2     Musique spirituelle créole - Enregistré à New-York
- 1999 : Petit Bisous     Musique Traditionnelle Antillaise
- 2001 : 20 ans d'amour     Concert-Anniversaire au CMAC Atrium (Fort-de-France)
- 2002 : Live à l'Olympia Biguine et Musique du monde

1. Quand même - 3:27
2. Ti Jeanne - 3:47
3. Amado mio - 3:27
4. La Georgie Nana - 3:49
5. Abandon - 5:07
6. Ti manmaille - 5:28
7. Arlette - 3:16
8. Si boné - 6:02
9. Hymne à l'amour - 5:00
10. Ro lé min - 4:35

- 2003 : Hommage caribéen à Édith Piaf (Live à la Cigale)     Variété Française et Rythmes Caribéens

## Récompenses
- Maracas d'Or SACEM en 1982